# Хаката (станция)

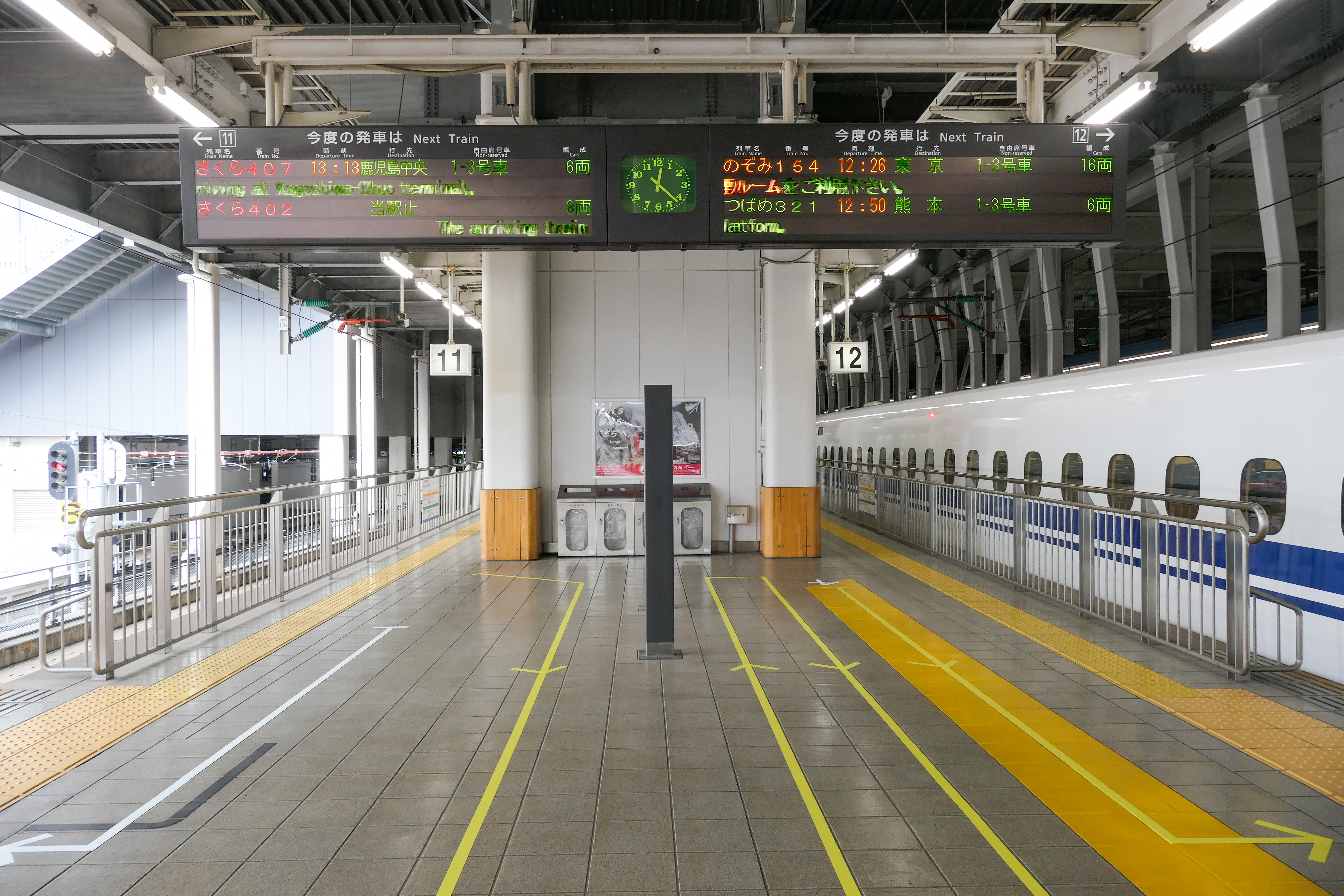
Платформы №11 и №12 линии Кюсю-синкансэн

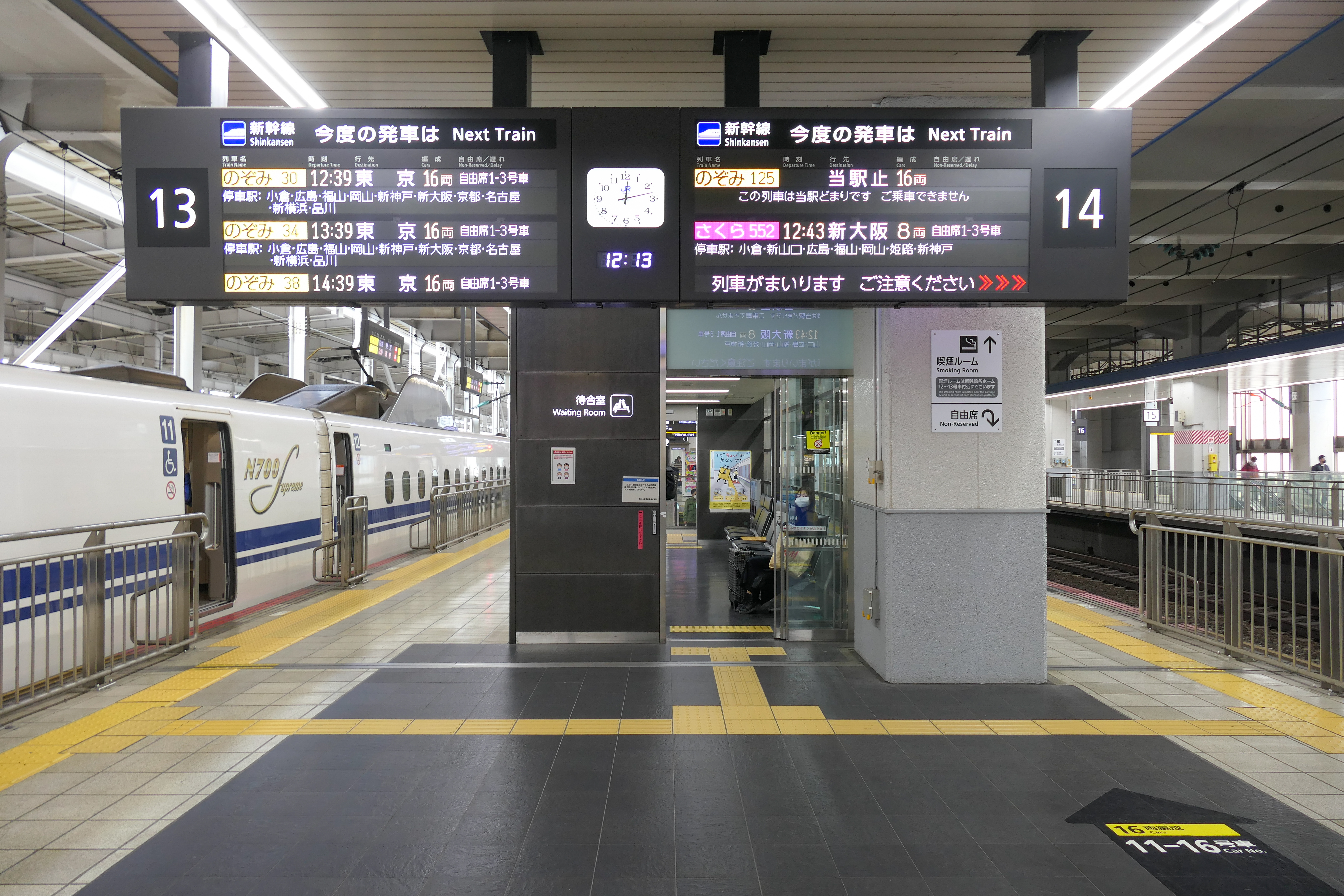
Платформы №13 и №14 линии Санъё-синкансэн

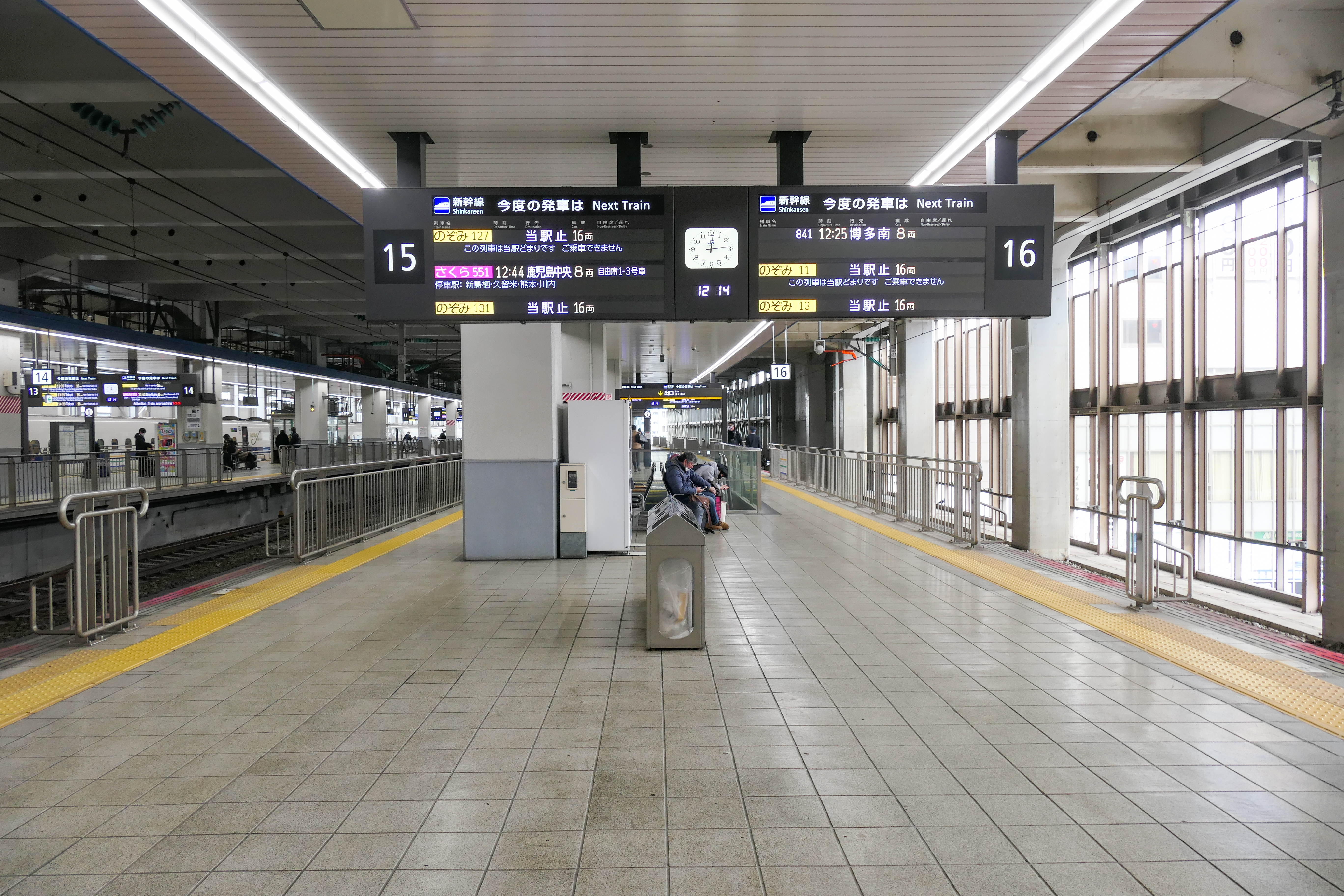
Платформы №15 и №16 линии Кюсю-синкансэн

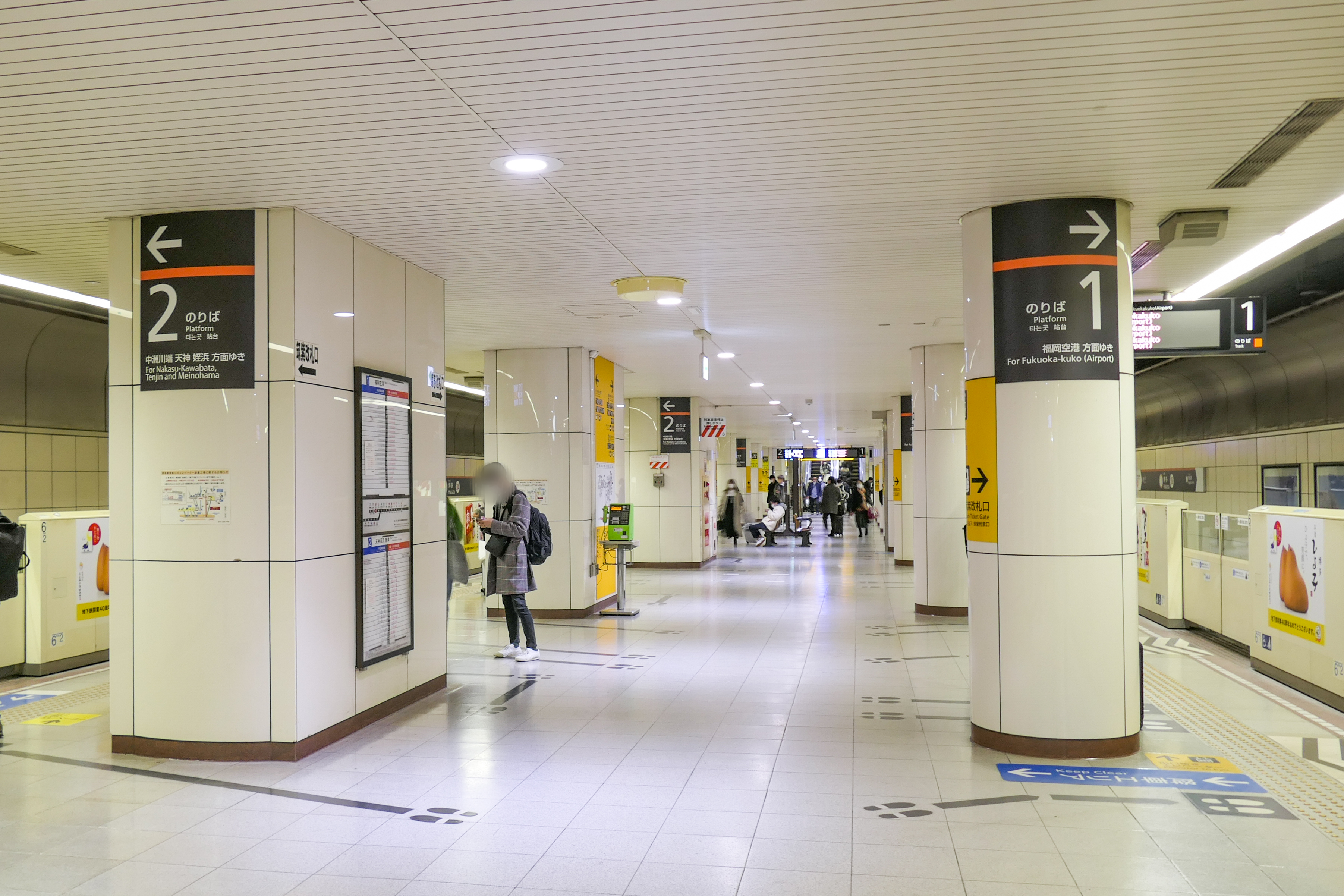
Платформа линии Куко

Станция Хаката (яп. 博多駅 Хаката-эки) — железнодорожная станция в японском городе Фукуока, основной железнодорожный вокзал этого города. Это самая крупная и оживленная станция на Кюсю. Линия Санъё-синкансэн из Осаки заканчивается на этой станции. Станция была реконструирована в 2011 году, специально под открытие нового участка Кюсю-синкансэн от Хакаты до Син-Яцусиро и продолжения существующего маршрута на Кагосима-Тюо. На станции установлены автоматические платформенные ворота.

## История
- 11 декабря 1889 года — открытие первого здания станции, оно было расположено примерно в 600 м к северу от текущей позиции.
- 1 декабря 1963 года — вокзал реконструирован в нынешнем виде.
- 10 марта 1975 года — запущена линия Санъё-синкансэн.
- 22 марта 1983 года — открылась временная станция Фукуокского метро.
- 3 марта 1985 года — открылась действующая станция Фукуокского метро.

## Линии
- JR West
  - Санъё-синкансэн
  - Линия Хаката Минами
- JR Kyushu
  - Линия Фукуока Ютака
  - Линия Кагосима(⇒Линия Ниппо/Линия Нагасаки/Линия Сасэбо)
  - Кюсю-синкансэн
- Фукуокский метрополитен
  - Линия Куко

## Планировка
Платформы
| 1     | ■Специальный экспресс Кирамэки                       | на станции Кокура и Модзико                                   |  |
| 1     | ■Специальный экспресс Ариакэ                         | на станцию Ёсидзука                                           |  |
| 1     | ■Линия Кагосима                                      | на станции Касии, Орио, Кокура и Модзико                      |  |
| 2     | ■Специальный экспресс Соник, Нитирин                 | на станции Кокура, Янагигаура, Оита, Саики и Миядзаки         |  |
| 2     | ■Специальный экспресс Ариакэ, Кирамэки               | на станции Кокура и Модзико                                   |  |
| 2     | ■Линия Кагосима                                      | на станции Касии, Орио, Кокура и Модзико                      |  |
| 3     | ■Специальный экспресс Камомэ, Мидори, Huis Ten Bosch | на станции Сага, Нагасаки, Сасэбо, Huis Ten Bosch             |  |
| 3     | ■Специальный экспресс Ариакэ, Кирамэки               | на станции Кокура и Модзико                                   |  |
| 3     | ■Линия Кагосима                                      | на станции Касии, Орио, Кокура и Модзико                      |  |
| 4     | ■Специальный экспресс Камомэ, Мидори                 | на станции Сага, Нагасаки и Сасэбо                            |  |
| 4     | ■Линия Кагосима                                      | на станции Касии, Орио, Кокура и Модзико                      |  |
| 5     | ■Специальный экспресс Цубамэ, Ариакэ                 | на Кумамото, Хикариномори, Син-Яцусиро и Кагосима-Тюо         |  |
| 5     | ■Специальный экспресс Юфуин-но-мори                  | на станции Хита, Юфуин и Оита                                 |  |
| 5     | ■Линия Кагосима                                      | на станции Фуцукаити, Тосу, Курумэ и Омута                    |  |
| 5     | ■Линия Кагосима                                      | на станции Касии, Орио, Кокура и Модзико                      |  |
| 6     | ■Специальный экспресс Цубамэ                         | на станции Кумамото, Хикариномори, Син-Яцусиро и Кагосима-Тюо |  |
| 6     | ■Линия Кагосима                                      | на станции Фуцукаити, Тосу, Курумэ и Омута                    |  |
| 7     | ■Линия Кагосима                                      | на станции Фуцукаити, Тосу, Курумэ и Омута                    |  |
| 7     | ■Линия Фукухоку-Ютака                                | на станции Син-Иидзука, Ногата и Орио                         |  |
| 7     | ■Специальный экспресс Кайо                           | на станции Син-Иидзука и Ногата                               |  |
| 8     | ■Линия Фукухоку-Ютака                                | на станции Син-Иидзука, Ногата и Орио                         |  |
| 13-16 | ■Санъё-синкансэн                                     | на станции Хиросима, Окаяма, Син-Осака и Токио                |  |
| 13-16 | ■Линия Хаката-Минами                                 | на станцию Хаката-Минами                                      |  |

Станция метро
| 1 | ■Линия Куко | на станцию Фукуокакуко                           |
| 2 | ■Линия Куко | на Тэндзин, Мэйнохама, Тикудзэн-Маэбару и Карацу |